# AIRDO

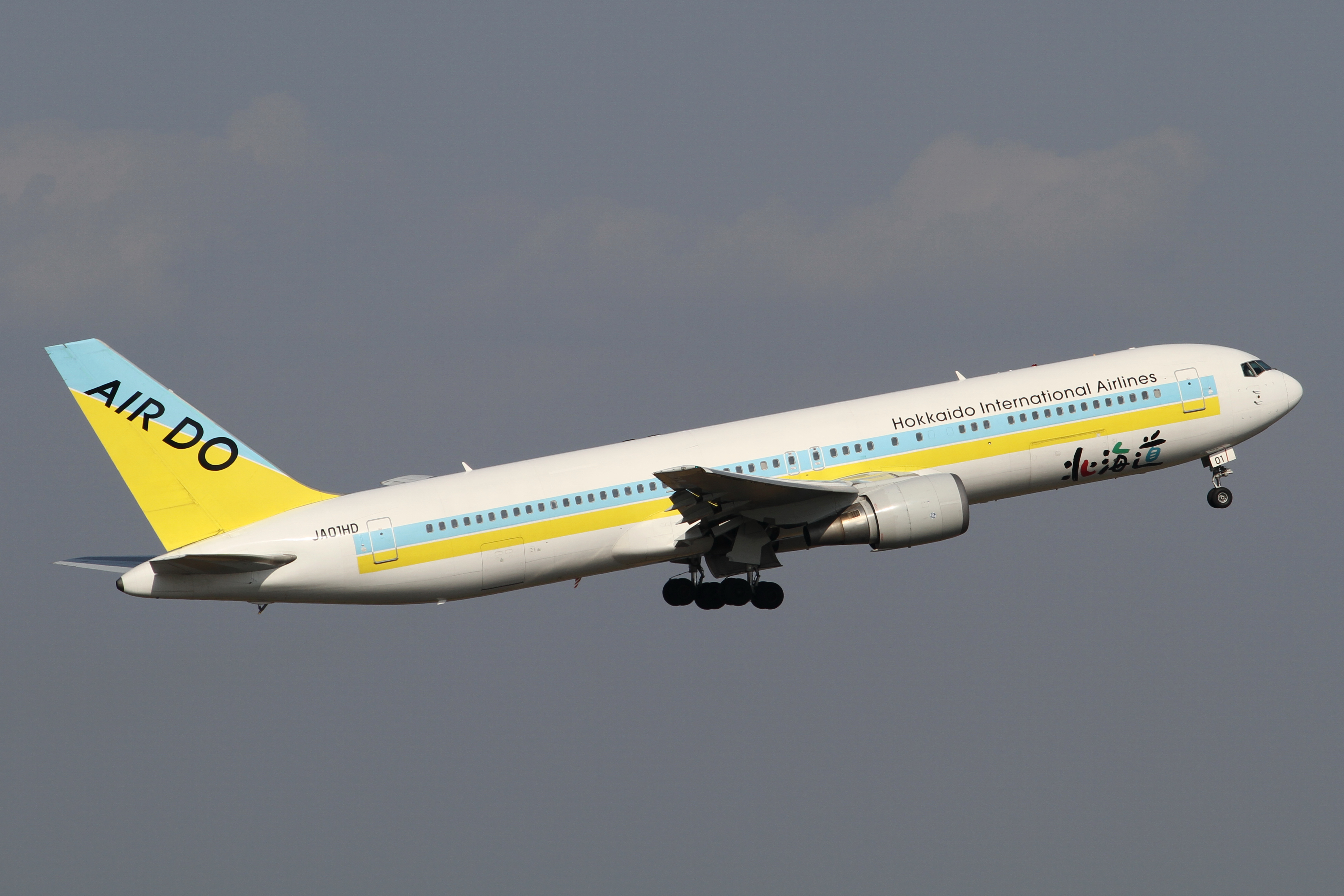
AIRDOのボーイング767-300ER

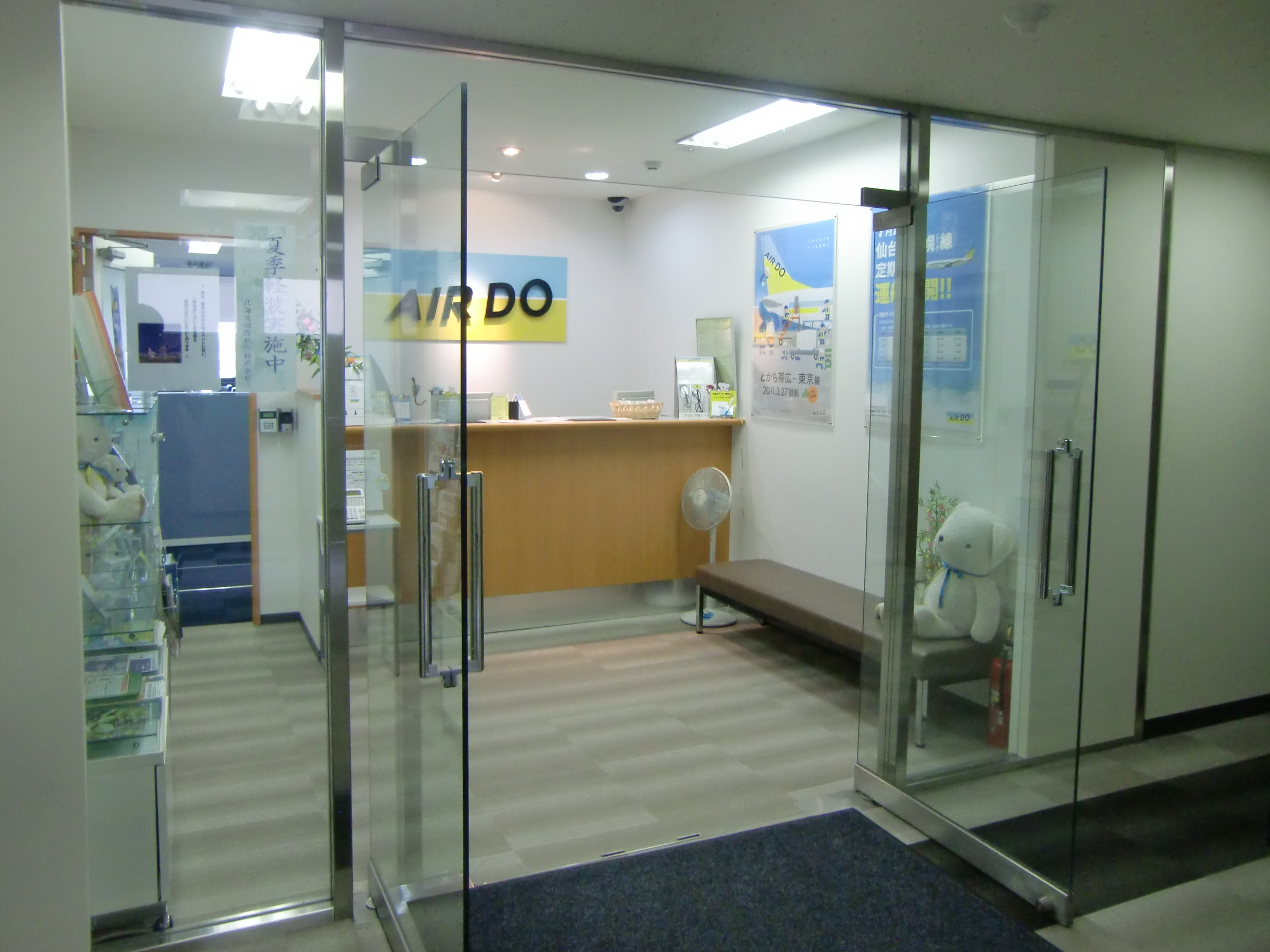
本社入口（2011年7月）

株式会社AIRDO（エア・ドゥ、英: AIRDO Co.,Ltd.）は、北海道札幌市中央区に本社を置く、リージョナルプラスウイングスの傘下の日本の航空会社である。
1996年11月14日に北海道国際航空株式会社（ほっかいどうこくさいこうくう、英: Hokkaido International Airlines Co.,Ltd.）として設立された。2012年10月1日に、それまで愛称・通称として用いていたAIRDO（エア・ドゥ）に社名を変更した。社名表記はべた書き（続け書き）、ロゴは分かち書きである。「DO」は北海道の道（どう）と英語の（助）動詞do（ドゥ）を掛けたもの。以下、本文中ではICAO航空会社コードである「ADO」と表記する。

## 概説
1998年12月20日より、札幌/新千歳 - 東京/羽田間で運航開始。しかし、後述のとおり就航当初から経営不振が続き、2002年6月に東京地方裁判所に民事再生法適用を申請。全日本空輸（ANA）の経営支援を受けることになり、2005年3月に再建が完了した。その後もANAとは、資本関係やコードシェア運航を行うなどの密接な関係にある。
設立当初の社名には「国際」という語が入っていたが、AIRDOに正式社名を変更した後の2014年にチャーター便として国際線運航 を行ったのが初で、旧社名時代に国際線の運航はない。

## 歴史

### 発端
北海道と首都圏との交通は、1970年代までは鉄道（函館本線、東北本線など）と青函連絡船を乗り継ぐなどして、丸一昼夜以上かけての往来が主流だったが、旅客機の本格的な普及後はそれが第一選択肢になった。新千歳空港と羽田空港を結ぶ航空路線は、1990年代には年間輸送人員が1千万人に達する世界一の規模を誇る路線となり、当時新幹線など他の高速移動手段を持たなかった北海道の経済は、航空路に極度に依存する状態になっていた（なお2016年3月26日には北海道新幹線の新青森 - 新函館北斗間が開業しており、2038年に札幌までの全線開業が予定されている）。
1970年代以後、日本の航空業界が日本航空（JAL）、全日本空輸（ANA）、日本エアシステム（JAS）の大手3社の寡占状態にある中、当時の運輸省（現・国土交通省）は1995年12月、標準的な原価を上限として、他社との競争や季節、時間帯、路線の特性等を踏まえて、航空会社が一定幅の中で自主的に運賃を設定できる「幅運賃制度」を導入することにし、1996年6月から移行した。
札幌市で養鶏業の「北海スターチック株式会社」を経営する浜田輝男は、この動きを期待を持って見ていたが、実際に移行してみれば各社間の価格差は300円ほどしかなく、さらには往復割引制度が廃止されたため、実質的には5,000円程度の値上げ状態にあった。浜田はこれに憤慨し、地元紙に投稿したり、大学教授らと研究会を立ち上げたり、異業種交流の会合で「道内経済界で結束し新規航空会社をつくって参入し、大手航空会社に主導権を掌握されている状態を打破して北海道経済の安定化と活性化につなげよう」と北海道内のベンチャー企業などの若手経営者を中心に呼びかけた。

### 設立
行政改革委員会の規制緩和小委員会で、航空業界が実質的な参入規制状態にあったことに批判の声があり、羽田空港の新規発着枠を新規参入事業者に優先的に配分するよう要請するなどの追い風も吹き、浜田のアイディアは急速に脚光を浴びた。
大学教授、医師、弁護士、印刷会社経営者などの若手29名が集まって出資しあい、航空会社設立を目指す調査企画会社として、1996年11月14日、資本金1,430万円で札幌市に「北海道国際航空株式会社」を設立した。将来的に樺太など北海道や札幌市が交流を進めている「北方圏」諸都市への近距離国際線の就航を目指すとし、社名に「国際」の名を入れた。この時点では北海道経済連合会、経営者協会などの各団体や北海道電力などの大手企業をはじめとする道内経済界はこの構想に懐疑的な立場だった。
また、旅行会社のエイチ・アイ・エス（H.I.S.）も規制緩和をビジネスチャンスと捉え新規参入を目指しており、浜田らの動きとの合流もしくは共同関係を模索していた。しかし浜田らは利益が中央に流れる本州資本ではなく、あくまでも道民主導の内発的な企業による運営で利益が地元に還流される構造とそれによる地域振興を目指す立場のため、H.I.S.には合流しなかった。
なお、H.I.S.は、ADO設立2日前の1996年11月12日にスカイマークエアラインズ（現・スカイマーク）（SKY）を設立している。
浜田らはその後も地道に支援を取り付ける活動を進め、やがて1996年12月の登別市議会をはじめ、1997年7月には北海道議会、最終的に北海道内の8割を超える165の自治体から支援決議を受けたほか、趣旨に賛同する個人や自治体、道内企業から多くの出資や融資を得た。1997年5月に元ヴァージン・アトランティック航空日本支社長の中村晃を代表取締役社長に迎え、1998年7月には公募により愛称を「AIR DO（エア・ドゥ）」に決定。1998年6月には定期航空運送事業の路線免許を運輸省（当時）に申請・受理され、1号機が納入された。1998年7月、中村が会長に、浜田が社長に就任した。1998年10月26日に路線免許が交付され、同年11月から予約受付を開始した。
就航時点の株主構成は筆頭順に京セラ・レイケイ（盛田英夫の投資会社）・北海道国際航空支援持株会・東京海上火災保険の順であった。一株額面50万円であり、一般法人や個人からの出資も存在していた。「北海道国際航空支援持株会」は浜田と関わりのあるベンチャー企業・札幌デジタル・ラボラトリーの社長（当時）が代表を務める持株会であり、個人・法人から一口5万円単位で出資を募り、拠出資金から株式購入を行い支援していた。道内の自治体や地元金融機関は運転資金や設備投資費用（航空機導入費用）名目の融資で資金供給していた。
1999年以降の増資では京セラが主だって引受に応じていたが、次第に道内自治体や北海道電力などの出資額が大きくなった。

### 運航開始から破綻まで

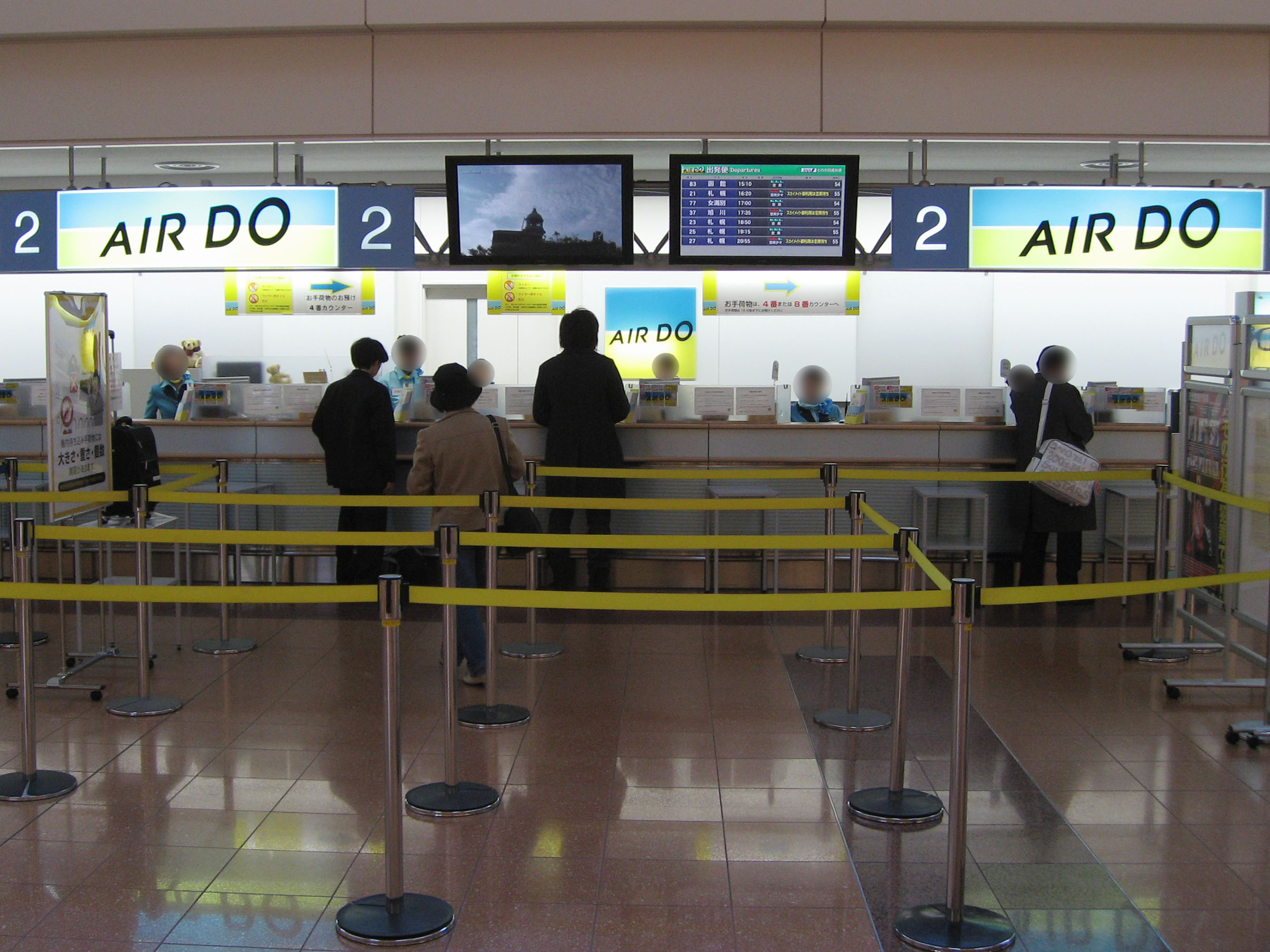
羽田空港内のカウンター（2008年11月）

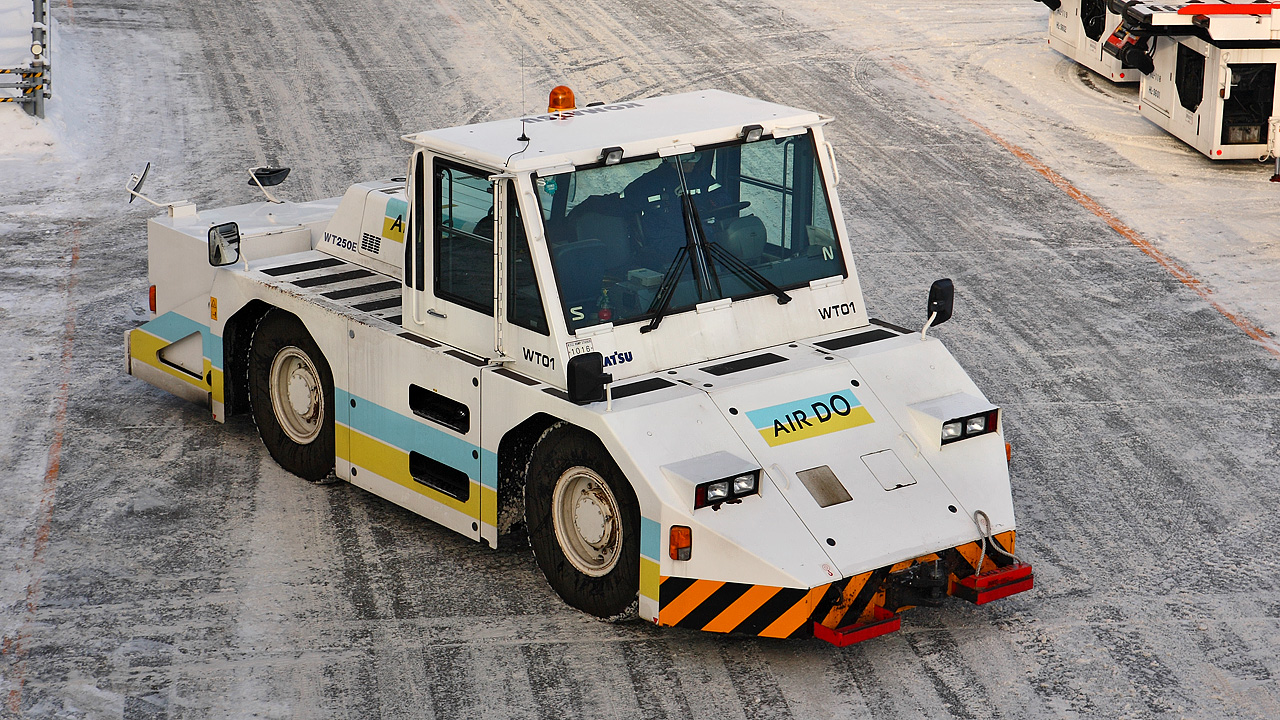
トーイングトラクター（2009年1月、新千歳空港にて）

1998年12月20日、羽田空港発新千歳空港行で第1便が就航した。前出の大手3社の普通運賃（当時は片道約2万5千円、後に割引運賃の拡充を理由に3万5千円台まで値上げしている）の半額を目指していたが、事業基盤の弱さもあり、大手の6 - 7割程度となる片道1万6000円の運賃で当初新千歳 - 羽田間1日3往復を運航した。初期投資を抑えるため機材はリースで調達し、整備やグランドハンドリング業務はJALに委託。航空券（搭乗券）はシール貼付による形をとり、ボーディング・ブリッジは使用せず施設利用料の安い駐機場までランプバスで移動しタラップ車で乗降を行い、ドリンクやオーディオ放送などの機内サービスの殆どを省くなど、低価格運賃実現のため徹底したコスト削減を図った。
就航直後はテレビの情報番組や新聞で報道され、その話題性から搭乗率で一時優位に立ったが、翌1999年春に入ると早くも大手3社が事前購入割引運賃で同程度の価格まで引き下げて対抗した。その先陣を切ったのが、皮肉にもADOへ人材や羽田空港の設備・整備などを提供していたJALであった。
就航当初の座席管理システム（CRS）は簡易的なもので、受付チャネルも搭乗者が予約センターへ電話して予約を行った上で空港カウンターで決済・搭乗券を受け取るか、札幌本社と東京・浜松町の事務所か空港のカウンターへ直接赴いて手続きする手段しかないなど脆弱なものであった。販売提携する旅行会社はJTB系列とと道内の旅行代理店2社といった指定会社や、JR北海道の旅行窓口（ツインクルプラザ・JR北海道プラザ含む）、JR東日本のびゅうプラザのみに限られた。
さらに、JTBなどの大手旅行会社が販売するパッケージツアーにはほぼ組み込まれず、個人の自由旅行・帰省や出張用途の利用客に限られたほか、運賃の安さに惹かれて予約窓口に殺到した大量の電話を捌ききれず機会損失が発生したこと、マイレージサービスの非実施でリピーターの獲得が難しかったこと、運航本数の少なさなどマーケティング面での様々な要因が影響し、1999年の搭乗率は40 - 60 %程度と低迷した。就航前の機体リース料やJALに支払っていた整備委託費などのコスト負担が解消しきれないなど、なかなか軌道に乗せることができなかった。
2000年7月にカリスマ的存在だった浜田が急死して以降、運輸省（当時）へ支払う空港着陸料の滞納、給与の遅配など深刻な経営状況が明るみに出て、このままでは2001年初にも債務超過へ陥ることが避けられない事態となった。そのため、後任の社長候補であった当時の日本アジア航空（JAA）役員が社長就任を固辞したため、そのポストに北海道庁が幹部職員を送り込んだほか、同年秋には北海道が巨額の公的資金（税金）の投入により追加の融資・出資に応じ、北海道電力など道内大手企業も出資に応じた。
しかし、立ち上げ当初に主力となったJALからの出向・転籍組が去り、経営部門の役員と従業員が運輸省や中央政界とのパイプを持たない航空業界未経験者の面々で固まったため、経営はさらに迷走。新千歳 - 羽田線はADOの就航後、幾度となく運賃が値上げされたうえ、新千歳以外の道内路線就航もなかったため、道内各所の求心力が低下した。2000年12月には、1999年4月以降完全禁煙化されていた日本の航空会社で唯一、喫煙席を機内後部に設定し集客に奔走するという奇策に出たが、わずか2カ月弱の2001年1月末には廃止するなど迷走を深めていった。
2001年9月11日の米中枢同時テロにより、航空機利用を控える世界的な航空不況が顕在化するとADOもその影響を大きく受け、乗客減と航空保険料の大幅値上げにより資金繰りが逼迫。北海道庁へ求めた追加融資が北海道議会に拒否され、航空機リース会社とのリース料減額交渉の不調も重なり、2002年6月に債務超過に陥ったことから自力再建を断念し、民事再生手続を開始した。

### 経営破綻とANAの支援入り
民事再生法申請後、全日本空輸（ANA）が再生スポンサーとして名乗りを上げ、2003年2月1日より整備・販売システム提供を支援するなど「包括提携契約」を結んだ。このため、航空券の座席予約システム（CRS）もANAのものを使用するように変更したため、搭乗券の控えなどもANAと同じ様式のものが発券される。
さらに、全ての便をANAとの共同運航便（コードシェア便）にすることで一定の座席販売（当初は全座席の50%、2011年時点では25%）を肩代わりしてもらうことで搭乗率向上を図った。再生計画の進捗により全額減資し、新たに日本政策投資銀行が組成する匿名組合ファンドがANAや石屋製菓、北海道新聞社などから出資を募っている。ANAからボーイング767-200型機をリースし、2003年9月1日に旭川 - 東京/羽田線を開設した（ボーイング767-200は2004年にリース期間満了）。その後、新たにエアーニッポン（ANK）からボーイング737-400型機やANAからボーイング767-300型機をリースし、2005年3月18日に函館 - 東京/羽田線を開設した。
ANAの支援を得て搭乗率が良好な数値で推移したことから、当初2006年までの予定だった民事再生計画を1年前倒し、2005年3月に再生を終了した。また、2008年9月19日には匿名組合ファンドは解散し、ファンドの出資比率に応じて株式が配分されたため、日本政策投資銀行が筆頭株主となったが、その後は日本政策投資銀行は株式保有比率を引き下げていく予定とした。
なお、羽田空港の新規航空会社向け優先発着枠が、ADOを介してコードシェア先のANAにも実質的に付与される形になることから、SKYなどから「実質的にANAの傘下にあるADOに（他の新興航空会社と同様の数の）新規航空会社向け優先枠を与えることはおかしい」との批判を受けている。

### スカイマークとの関係
同じ1998年に運航を開始した同業のスカイマーク（SKY、2006年9月までの社名は「スカイマークエアラインズ」）は大手よりも弾力性のある競合優位の運賃設定と、設立母体（H.I.S.）側の営業ノウハウや澤田秀雄ら経営陣のアイデアを採り入れ、比較的堅調にローコスト経営を続け、就航5周年を前に破綻に至ったADOとは対照的であった。創業時点でH.I.S.代表の澤田秀雄側との接触があったほか（前述）、民事再生中にその傘下であるSKYから経営統合の提案もあった。しかしあくまで「北海道の翼」を目指すADOと、徹底した低価格路線を突き進むSKYの経営理念とが大きく異なることから、ADOはこれを拒否した。その結果、SKYは2006年4月に単独で新千歳 - 羽田線に参入する方策を選び、真っ向から対立することになった。日本で初めて新規航空会社同士が同一路線で競合することから、JAL、ANAを含む4社による価格競争の激化が注目された。
SKY就航当初は道内での認知度に大きく差があった上に、SKYに運航トラブルや機体整備不良等の不祥事が発覚したため、SKYの搭乗率は伸び悩んだ反面、ADOの搭乗率は従前とほぼ同水準を保っていたが、SKYの知名度が徐々に高まったこと、トラブルの影響が少なくなったこと、欠航時の対応を改善したことなどにより、2007年3月分の新千歳 - 羽田線の搭乗率ではSKYに首位の座を奪われた。以後、SKYとは激しい搭乗率競争が繰り広げられた。さらに、SKYは2008年4月に旭川 - 東京/羽田線にも就航（ANAからの移籍便、2011年10月30日から成田空港発着に変更）した。
- （参考）2009年度の新千歳 - 羽田線の各社搭乗者数、搭乗率[12]
  - ADO 搭乗者数991,196人、搭乗率76.3%
  - SKY 搭乗者数828,824人、搭乗率80.3%
  - ANA 搭乗者数4,048,897人、搭乗率67.5%
  - JAL 搭乗者数3,795,808人、搭乗率67.7%

### 事業拡大
2000年代末以降は、価格・搭乗率競争の一方で、（ANAから譲り受ける形での）事業拡大にも力を入れている。ANAが運航していた北海道内各地発着のローカル路線を実質的に譲り受ける形での路線開設（名目上はADOの新規就航）に注力しており、2008年11月より新千歳 - 仙台線、2009年4月より新潟線、同年11月には福島、富山、小松線と、東北・北陸への路線を相次いで開設した。2010年10月の羽田空港発着枠拡大時には、ADOには新たに4往復分（うち1往復分は新千歳線への充当不可）の発着枠が与えられ、残る3往復分の発着枠を使用して帯広線を2011年3月27日より開設した。2013年3月31日には、CAT III B未対応で釧路線に2往復で開設した。

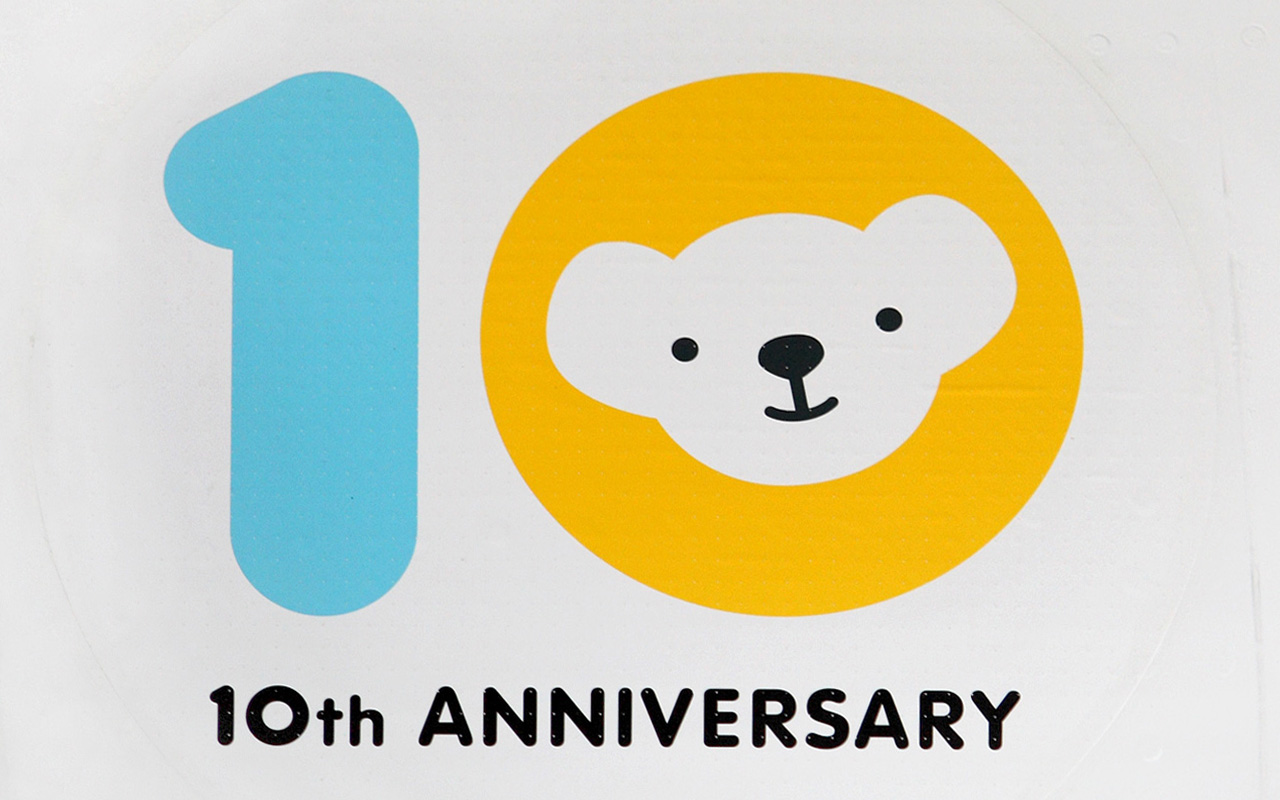
マスコットのベアドゥを配した就航10周年記念ロゴ

2008年11月12日には就航開始からの総利用者数が1,000万人を突破 するとともに、同年12月20日に就航10周年を迎え、各種キャンペーンが実施された。また、この節目に合わせて、2009年4月より制服のリニューアルや、ベア・ドゥ特別塗装機の導入が行われた。
2010年12月に発表された中期経営戦略 によると、2013年度までに最大15機体制とし、新千歳空港発着の新規路線就航、国内・国際チャーター便就航などの検討が記されている。この一環およびANAから譲り受け使用中のボーイング737-500の後継機種として、ボーイング737-700を2012年秋から2014年にかけて9機導入することを2011年5月に発表し、2012年10月28日より運航を開始した。また、機体塗装は新デザインとなる。
2011年3月11日の東日本大震災の影響で、就航地である仙台空港が3週間余り閉鎖された。これに伴う代替手段および交通インフラの提供として、未就航地である山形 - 新千歳線を臨時便扱いで一時的に運航するとともに、仙台空港の機能一部回復に合わせて臨時便扱いで仙台空港との路線も再開した。
2012年10月1日には、社名（商号）を北海道国際航空株式会社から株式会社AIRDO、英語社名をHokkaido International Airlines Co.,Ltd.からAIRDO Co.,Ltd.にそれぞれ変更した。
チャーター便の運航についてはかねてから検討されていた（後述）が、2012年11月23日に初めて運航された。JTB北海道の主催旅行として企画され、往路は帯広空港から長崎空港へ、復路は同月25日に逆方向へ運航している。
2013年3月には新千歳 - 岡山線、同年6月には新千歳 - 大阪/神戸線が就航し、悲願だった定期路線での西日本進出を果たした。
2014年11月下旬には新千歳 - 台北間で同社初の国際チャーター便が運航された。
2015年10月より、初就航となる名古屋/中部、広島線に定期路線を開設し、中部国際空港には、以前ANAが運航していた函館 - 名古屋/中部線を実質的に移管する形で就航した。
2018年12月には新千歳 - 羽田線の就航20周年を迎え、客室乗務員・運航乗務員・グランドスタッフ・整備士の制服を一新した。
2019年に策定された「2019～2023年度中期経営戦略」には、経済寿命を迎えるボーイング767の次期中型後継機の決定が盛り込まれた。また同年5月には、搭乗旅客数3,000万人を達成した。
2020年2月、帯広 - 台北線の国際チャーター便が運航された。
2021年1月20日、同社の初号機である767-300ER機「JA98AD」が新千歳 - 羽田のフライトを最後に退役。この日は就航からちょうど22年と1カ月が経った日であった。
2022年7月1日-10月2日までの期間限定で、初の九州路線となる新千歳 - 福岡線が就航したが、好評につき、冬ダイヤ分（翌年3月25日）まで延長された。
2025年1月24日に、搭乗者が累計4,000万人に到達。2025年2月3日から9日まで、累計搭乗者数4,000万人記念セールを開催。搭乗期間は2025年4月7日から5月31日までで、セールでは、AIR DOの全13路線の運賃が一律6,000円になる。

### 共同持株会社の設立
2021年5月、同じANA傘下で日本政策投資銀行が筆頭株主であり、以前から資本提携する可能性を探っていたソラシドエア（SNJ/6J）と共同持株会社の設立を検討していることが報じられた。同年5月31日にソラシドエアとの統合を発表、同年10月を目途に設立する共同持株会社に事業会社として2社がぶら下がる形をとる形を想定しているとした。統合発表において、統合後も「エア・ドゥ」ブランドは残して独立性は維持し、北海道ブランドの重要性と地域密着の事業展開に変わりがないことを強調した。
2022年5月30日、共同持株会社の社名を「リージョナルプラスウイングス」とし、両社の株主総会での承認を経て、同年10月3日に設立することを発表した。本社は羽田空港近くの東京都大田区に置くとしている。同年10月3日付で、ソラシドエアとの共同持株会社、リージョナルプラスウイングスの子会社となった。

## 運用機材
就航開始から2010年までは自社保有機材はなくすべてリース機であったが、2010年5月にリース中の1機(JA01HD)を購入し新規航空会社では初の機材の自社保有に踏み切った。ただし、民事再生法適用以降は支援企業の全日本空輸（ANA）の影響を受け、ANAの中古機材をリース導入することが多くなっている。また同社はZIPAIR Tokyoとともに大手以外の国内航空会社としてはワイドボディ機を保有している数少ない航空会社である。
発足時に自社導入したボーイング767-300ER（JA98AD）は1998年6月の納入当初青と黄色のラインに「Hokkaido International Airlines」と「AIR DO」のロゴを入れるのみとし本デザインをベースとして就航時には機首下部に北海道庁のキャッチコピー「試される大地 北海道」のロゴが入れられ、この他2000年代以降には「世界一夜景の美しい街 はこだて」・「世界自然遺産 知床」などといった就航地をPRするロゴも入れられ、2013年に導入された新塗装への完全移行まで継続された。
767はANAから移籍した4機（JA605A、607A、612A、613A）を保有、全機自社保有機となっている。また、ボーイング737-700も含め全てANAからの移籍機となっている。737は全機リース機である。
2021年、ANAから移籍した、767-300ER2機（JA605A､607A）はANAプレミアムシート（シートピッチ約127cm）があり、普通運賃で利用可能となり、会社として補助が必要な乗客を空港で優先的に案内し、離陸後空きがある場合（空港対応不可）「AIRDOカード」（後述）提示により利用可能としていたが、2023年の重整備に合わせてJA607Aは11月2日から、JA605Aは11月21日からパーティションも撤去され767全機普通席のみ288席仕様に統一された。
JA607Aは北海道庁とポケモンの共同事業にて「北海道だいすき発見隊」としてイメージキャラクターに指定されたポケットモンスターのキャラクター「ロコン」がラッピングされた特別塗装機『ロコンジェット北海道』として運用されている。機体の右面は通常のロコン、左面にはアローラロコンが描かれた左右非対称なデザインとし、それぞれカラーリングが水色、黄色とADOのコーポレートカラーと一致している。客席ヘッドレストやドリンクを提供する紙コップ、客室乗務員が着用するエプロンにもロコンが描かれたものを使用している。

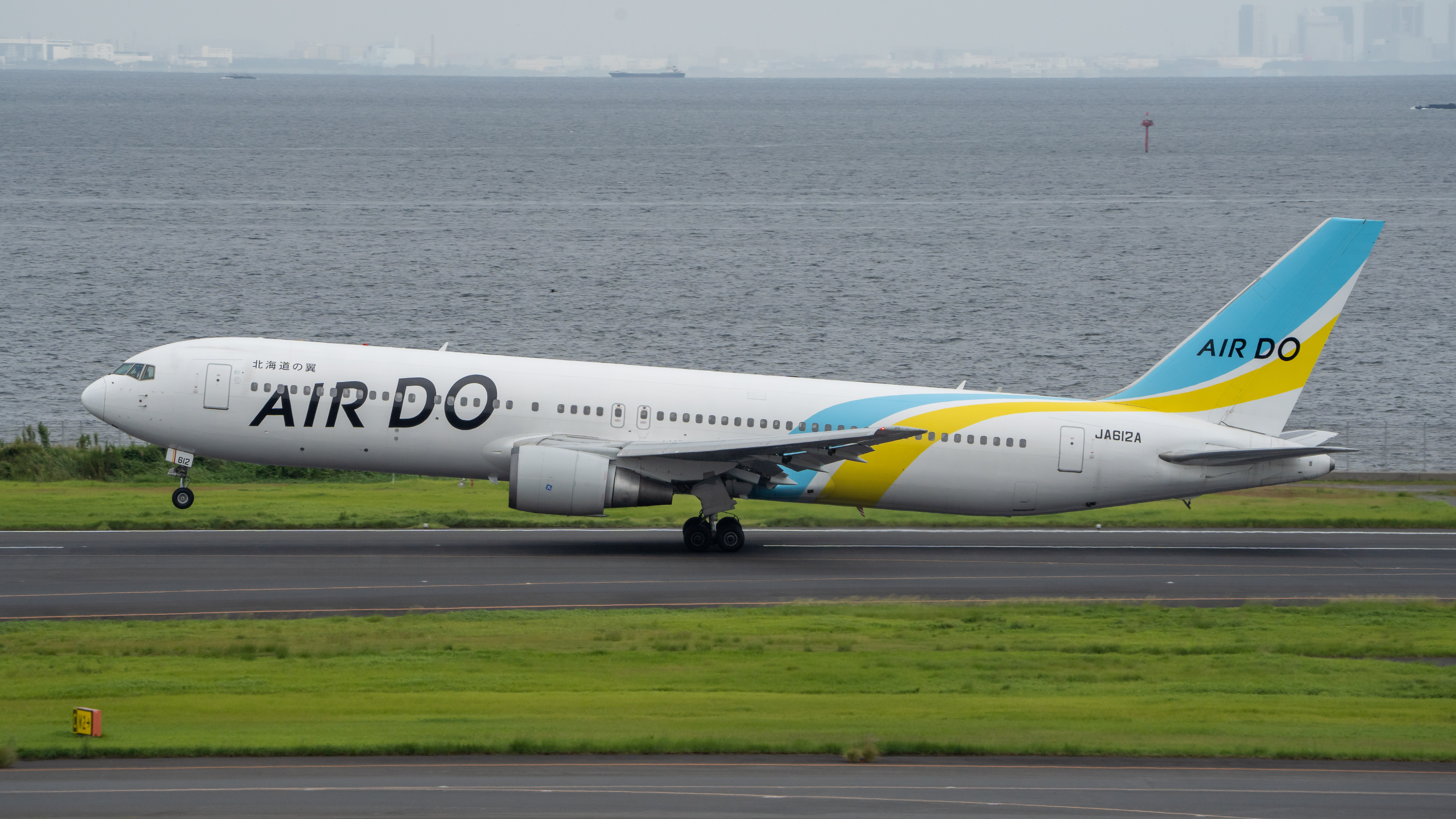
ボーイング767-300ER（JA612A）
ボーイング767-300ER ロコンジェット北海道・右面(JA607A)
ボーイング767-300ER ロコンジェット北海道・左面(JA607A)
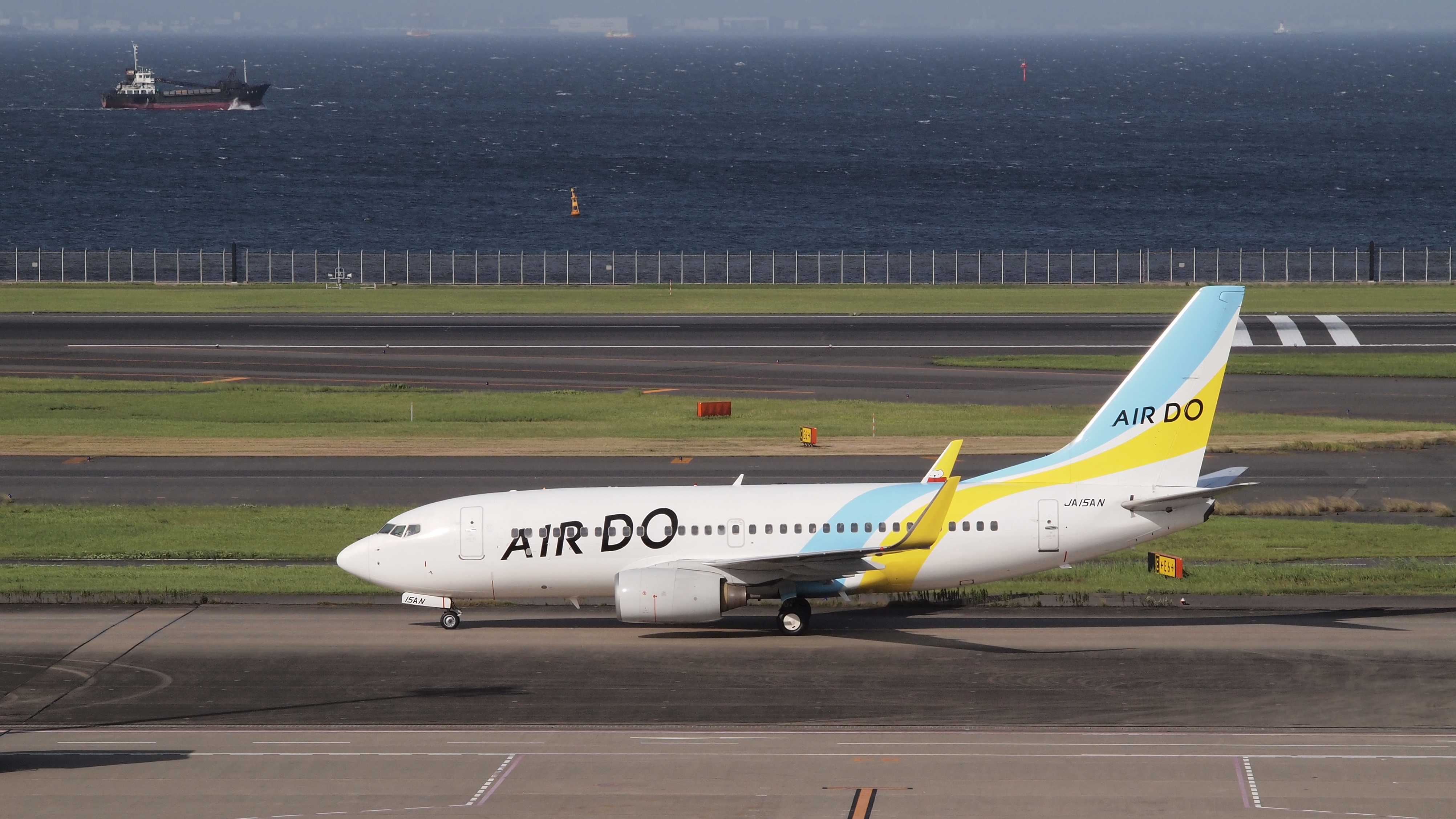
ボーイング737-700（JA15AN）

- ボーイング767-300ER型: 4機
- ボーイング737-700型機: 8機

2022年8月現在（全てANA中古機）
| 機材               | 機体記号 | 製造番号     | 座席数     | 登録年月   | 受領年月   | 備考 |
| ------------------ | -------- | ------------ | ---------- | ---------- | ---------- | --- |
| Boeing 767-381ER   | JA605A   | 32974 / 882  | Y270→ Y288 | 2021/10/22 | 2002/06/11 | JA601A代替機材 ANAプレミアムシート装備→ 2023年11月21日重整備明けからモノクラス288席仕様 シートカバー「mori / forest」コンセプト仕様 全日空機成田空港オーバーラン事故当該機                   |
| Boeing 767-381ER   | JA607A   | 32976 / 884  | Y270→ Y288 | 2021/11/05 | 2002/08/08 | JA602A代替機材 ANAプレミアムシート装備→ 2023年11月2日重整備明けからモノクラス288席仕様 シートカバー「mori / forest」コンセプト仕様 機用品も含め「ロコンジェット北海道」仕様で5年程度運用予定 |
| Boeing 767-381ER   | JA612A   | 33506 / 920  | Y288       | 2019/09    | 2004/04    | USB電源装備 シートカバー「mori / forest」コンセプト仕様 |
| Boeing 767-381ER   | JA613A   | 33507 / 924  | Y288       | 2019/02    | 2004/08    | USB電源装備 シートカバー「mori / forest」コンセプト仕様 |
| Boeing 737-781(WL) | JA07AN   | 33900 / 2071 | Y144       | 2013/11    | 2006/10    | |
| Boeing 737-781(WL) | JA08AN   | 33877 / 2086 | Y144       | 2014/03    | 2006/10    | |
| Boeing 737-781(WL) | JA09AN   | 33878 / 2145 | Y144       | 2015/09    | 2007/01    | |
| Boeing 737-781(WL) | JA11AN   | 33882 / 2268 | Y144       | 2013/01    | 2007/05    | |
| Boeing 737-781(WL) | JA12AN   | 33881 / 2301 | Y144       | 2014/10    | 2007/06    | |
| Boeing 737-781(WL) | JA14AN   | 33883 / 2370 | Y144       | 2016/01    | 2007/09    | |
| Boeing 737-781(WL) | JA15AN   | 33888 / 2394 | Y144       | 2013/06    | 2007/10    | |
| Boeing 737-781(WL) | JA16AN   | 33889 / 2488 | Y144       | 2015/12    | 2008/01    | |

### 退役機材
1999年から2005年までは、NTTドコモ・じゃらん・カルビーなどの広告ロゴが上部中央から後部にかけてペイントされた機材も存在した。

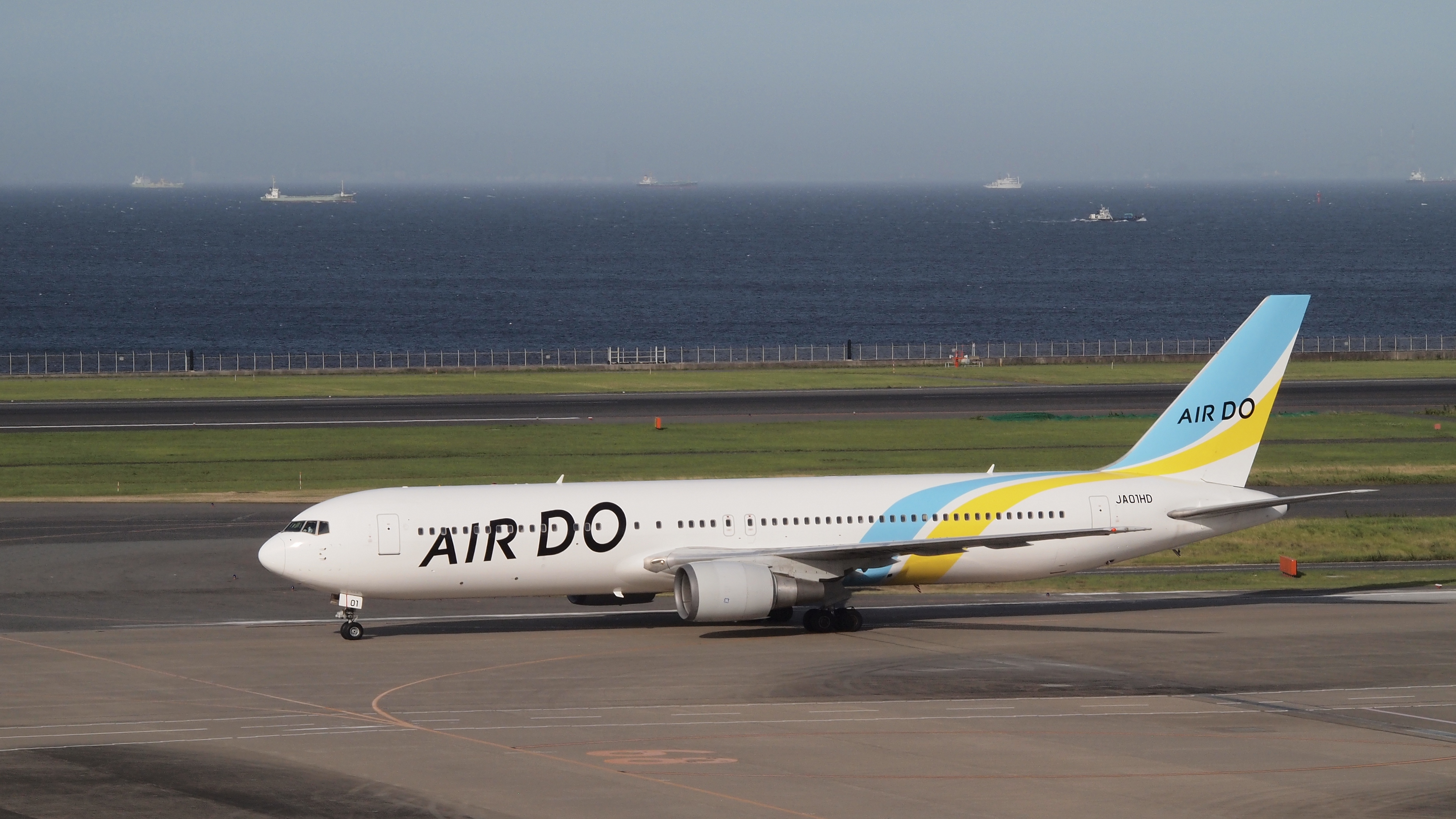
ボーイング767-300ER（JA01HD）
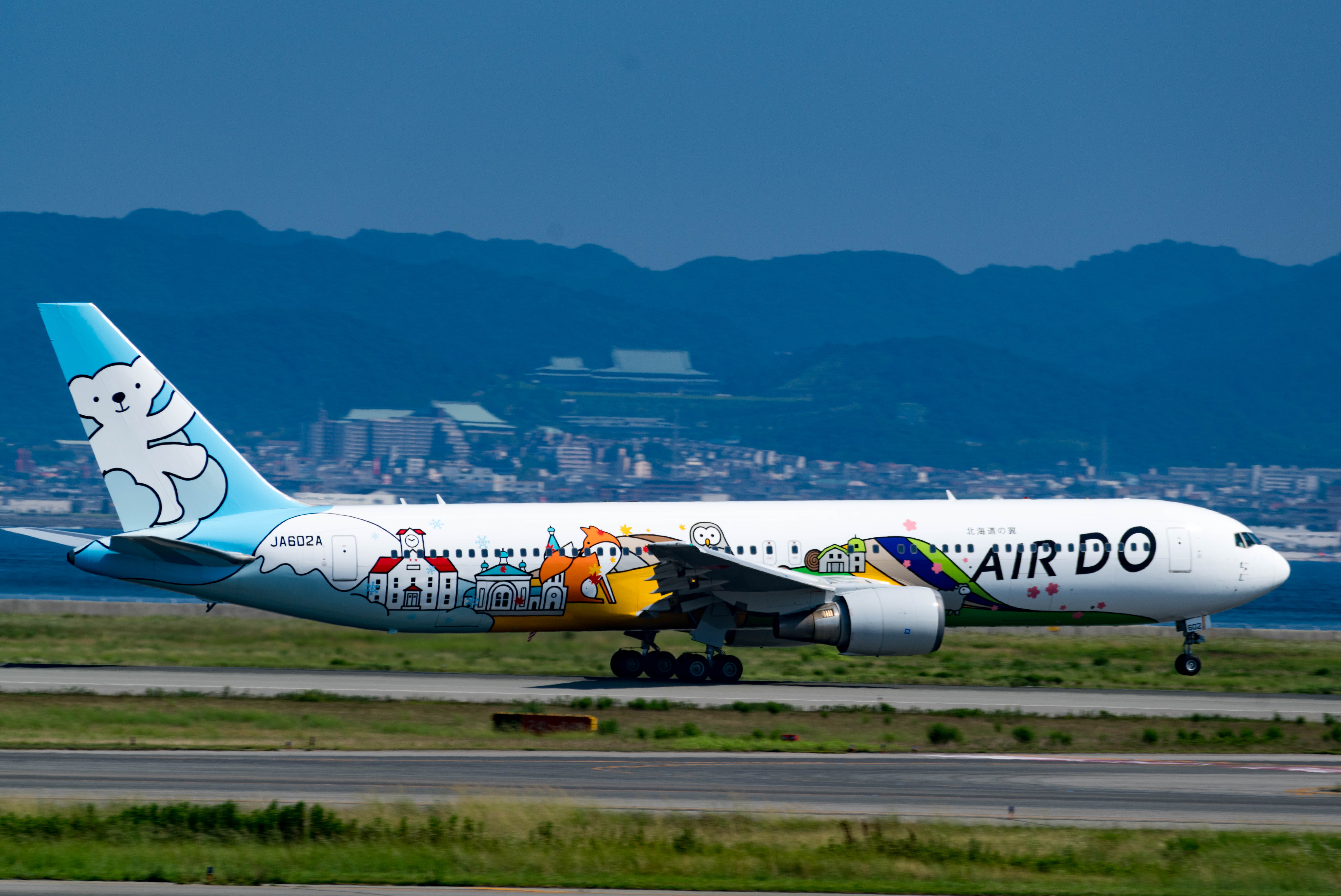
ボーイング767-300（JA602A）ベア・ドゥ北海道JET(旧ANA・モヒカンジェット)
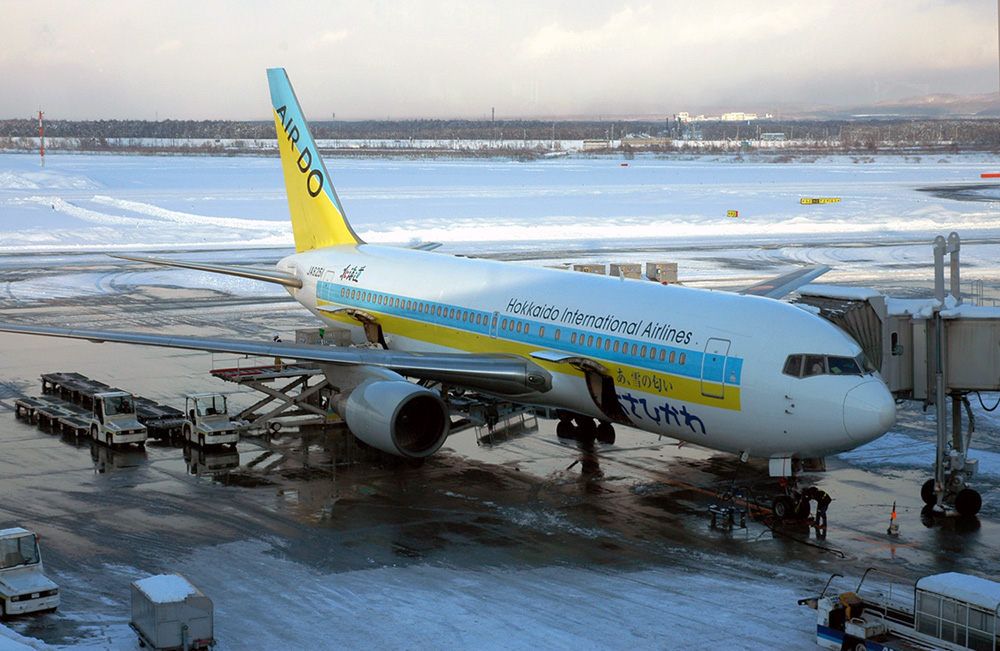
ボーイング767-200（JA8251、2004年12月24日、新千歳空港）
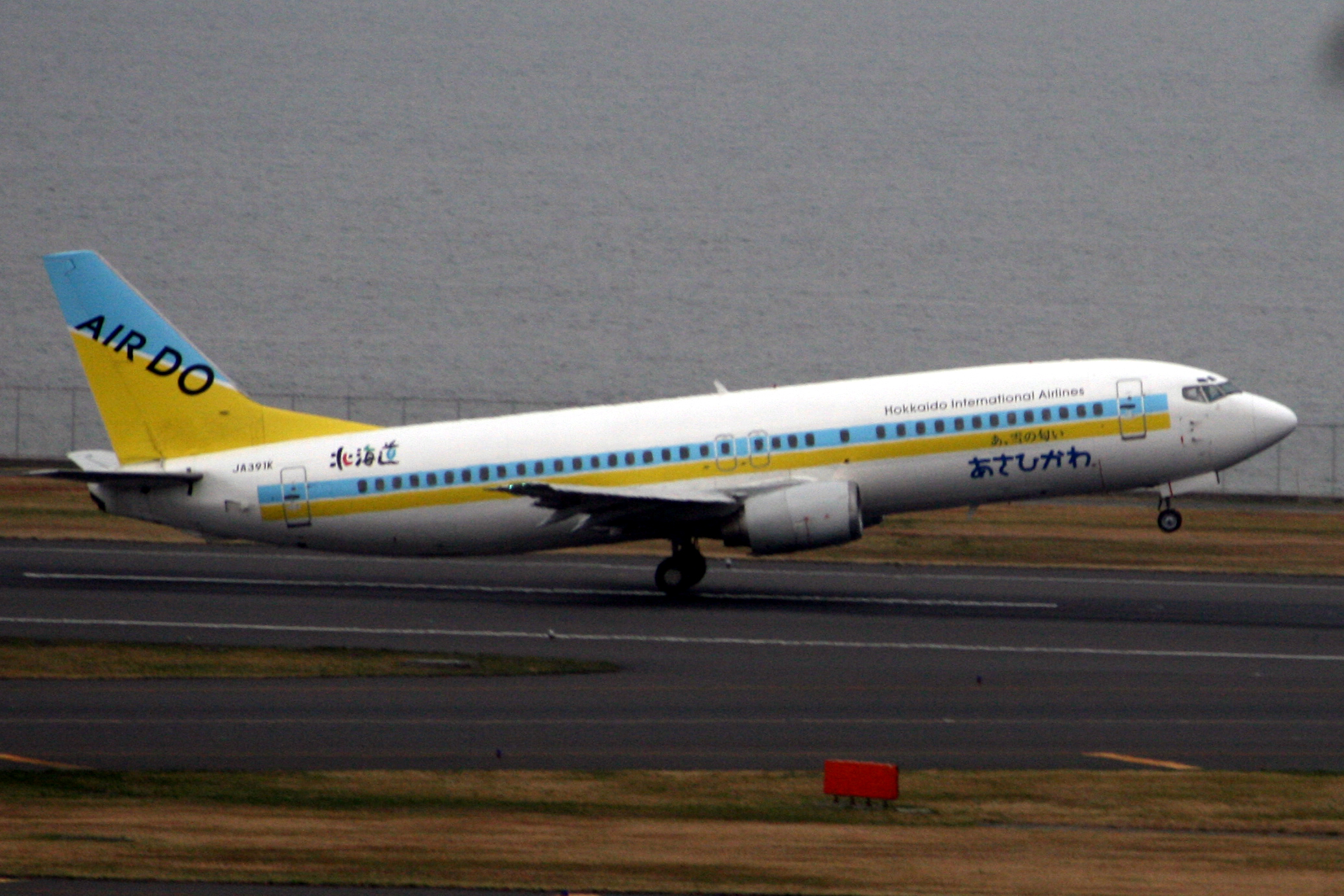
ボーイング737-400（JA391K、2006年12月16日、東京国際空港）
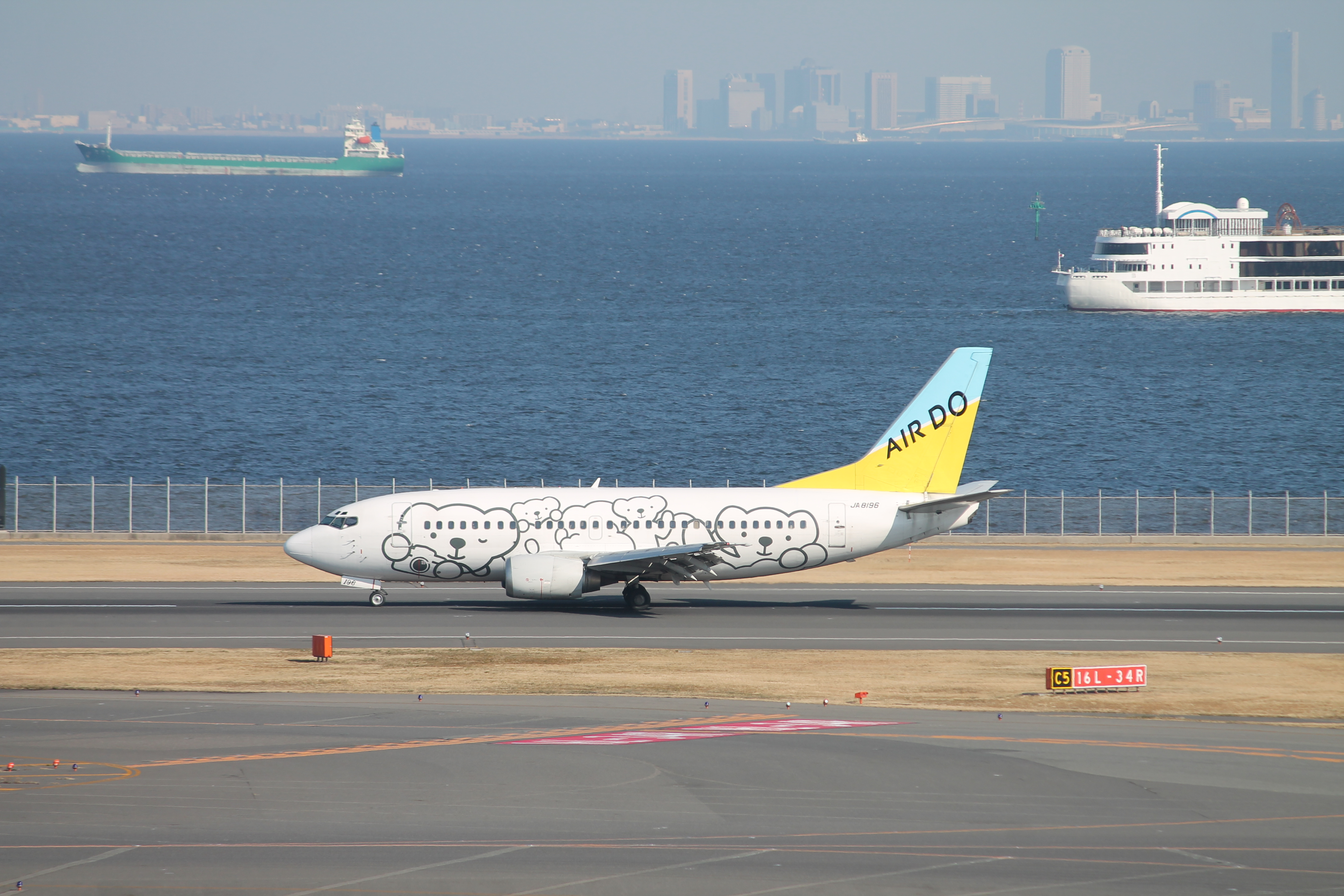
ボーイング737-500（JA8196）ベア・ドゥ号
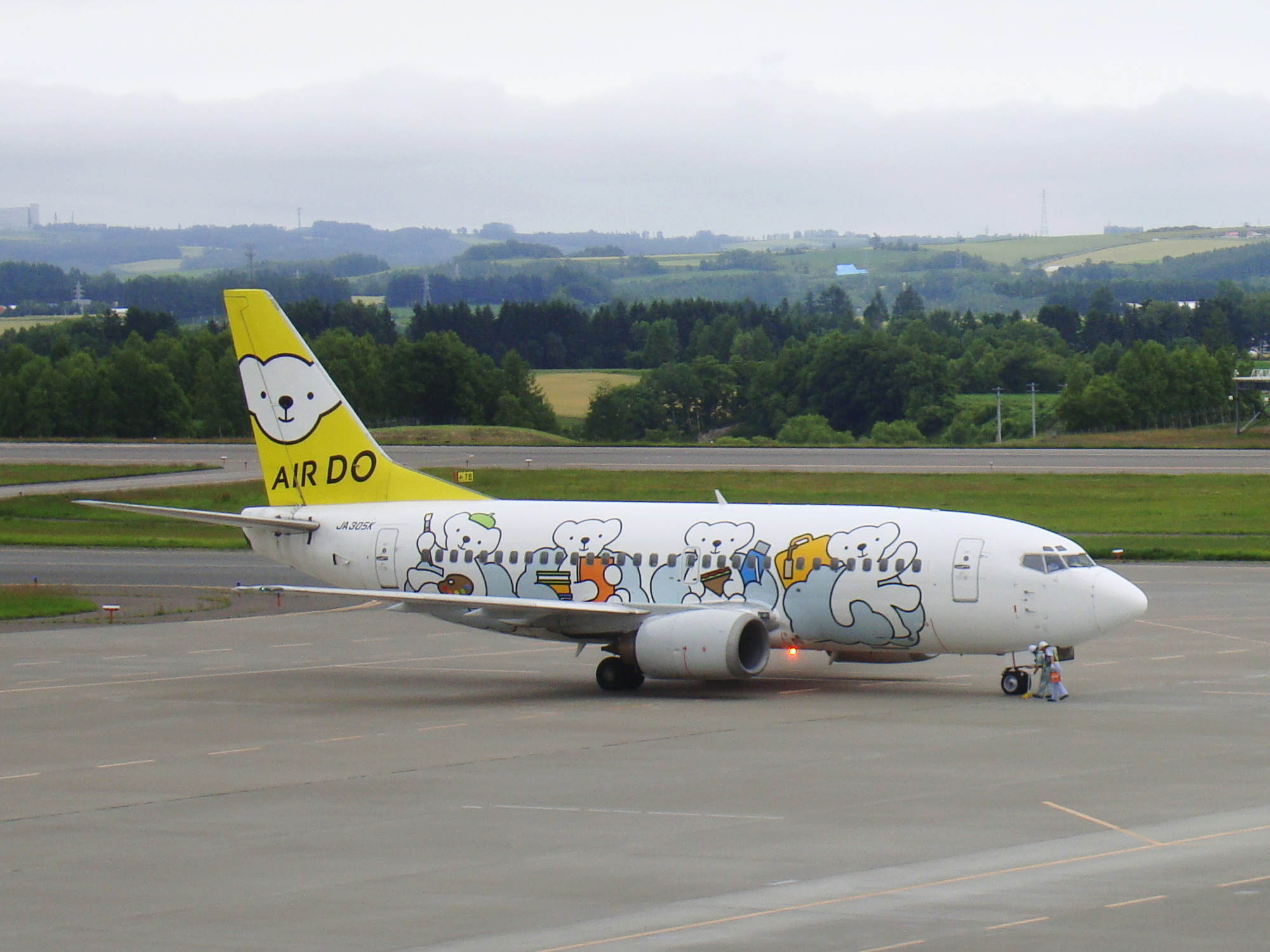
ボーイング737-500（JA305K）ベア・ドゥ ドリーム号

- ボーイング767-300ER型機(JA98AD,JA01HD) 2021年2月引退[40]
- ボーイング767-300型機(JA601A,JA602A)
- ボーイング767-200型機
- ボーイング737-400型機
- ボーイング737-500型機

※JA601A、602Aの退役により国内の航空会社から非ER型のボーイング767-300型機がすべて退役となった。

### 機材計画
中期経営戦略などによって計画
- 2023年度を目途にボーイング767型機の一部退役に合わせた新機材の導入を見込んでいたが、新型コロナウイルスの影響下により、保有機材数のスリム化を進め、コスト削減を図り機動的な対応をすると統合レポート2020で発表していたが[42]、その後2022年のソラシドエアとの共同持株会社化により運航機材計画も影響を受ける可能性がある。
- 2023年6月に新社長に就任した鈴木貴博は、就任会見で「小型機（737）の方を先に更新するタイミング」と述べており、当初2027年度を目処としていたものを前倒しする考えを明らかにしている[43]。

## サービス

### 機内サービス

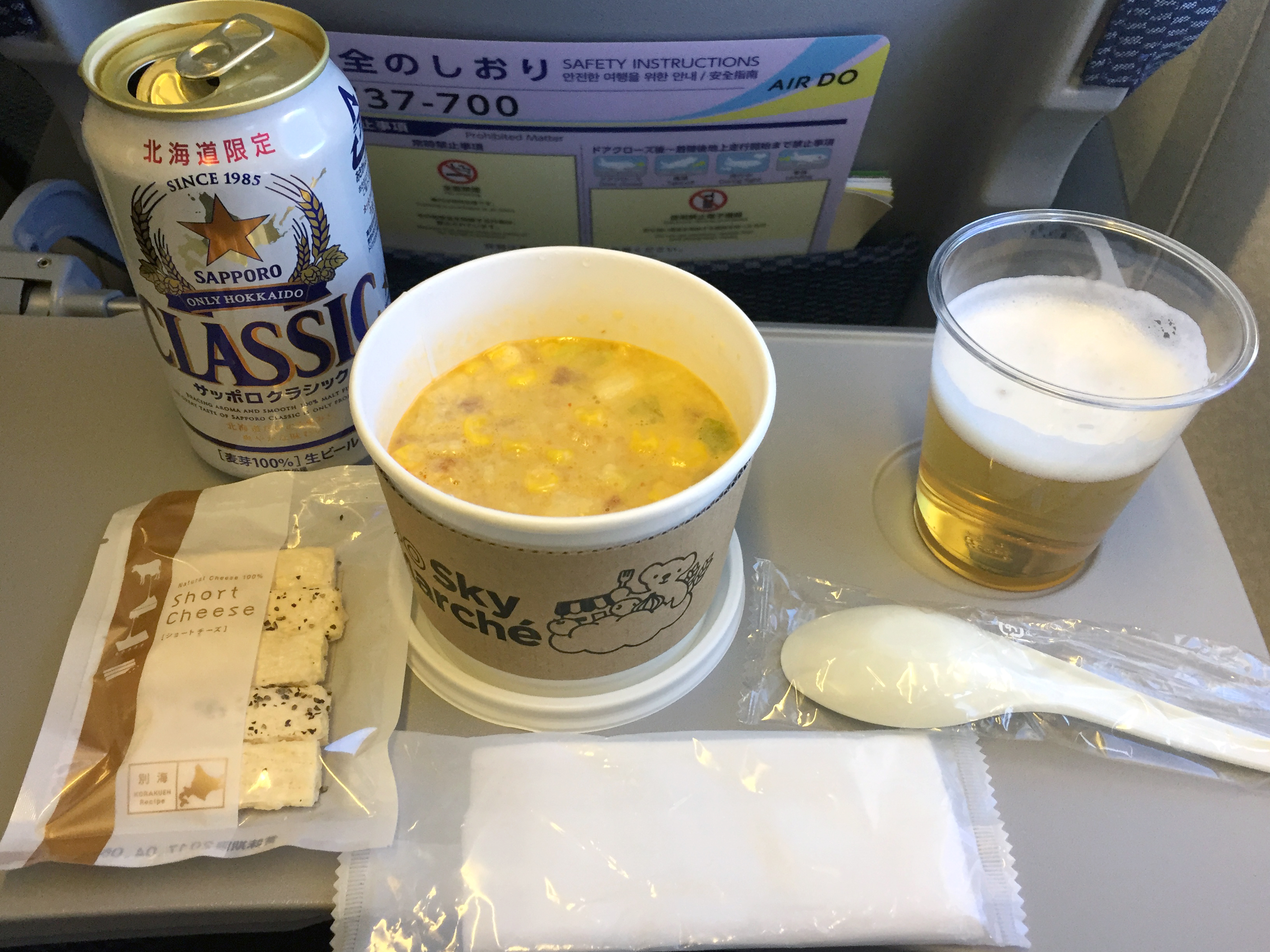
有償で提供されている機内食およびアルコール類（おつまみ付）の例

2019年現在、内容の多寡を別にすれば大手2社（ANA・JAL）とほぼ同等のサービスを実施している。また、北海道にゆかりのある内容を随所に取り入れており、他社との差別化を図っている。
- 就航当初、機内での飲料サービスについては低価格運賃実現のためのコスト削減として全く行われず、必要に応じて飲料水のみが提供されていた。その後、有償で250ml缶入りソフトドリンク（白い恋人チョコレートドリンクなど、1本200円）およびアルコール飲料（サッポロビールの北海道限定販売ビール サッポロクラシック）とおつまみのセットを販売する。ANAとのコードシェアを開始した2003年2月からはソフトドリンクの種類とミネラルウォーターを加えて有償飲料を増やしたが、ANA単独運航便の飲料サービスとの乖離が大きかったため、同年11月1日からコーヒーと緑茶の無料提供を開始するに至った。2006年頃までに、ソフトドリンクの有償販売は取りやめている。
  - 温かい飲み物はコーヒーのほかに北海道・北見産のタマネギを使用したオニオンスープ、冷たい飲み物は北海道・大雪山ふもとで採取したミネラルウォーター、緑茶（日本コカ・コーラの「綾鷹」）およびアップルジュース（小岩井乳業の「純水りんご」）が無料で提供される。その他、サッポロクラシック、北海道産ワインなどのおつまみ付きアルコール飲料が引き続き有償提供されている。
  - 2015年11月より機内食の有償提供を開始。当初はスープカレーが提供されていたが、2016年11月より味噌バター雑炊に変更されている。また、平日早朝の羽田－新千歳便ではパンの無償提供を実施。
- 機内販売では、飲料サービスで提供しているADOオリジナルコーヒーのほか、オニオンスープのパッケージやアルコール飲料、時期によってはADOオリジナルグッズ（エコバッグやカレンダーなどの雑貨）を販売している。いずれも平均価格帯は1,000円ほど。
- 機内誌は就航当初は形式上存在せず、支援団体である「エアドゥ クラブ」が札幌のタウン情報誌（『北海道じゃらん』など）の編集協力により作成した隔月刊の機関誌『AIR DO Club』が搭載され、その役割を果たしていた。
  - 2002年4月に同社発行の機内誌『ラポラ（RAPORA）』が隔月刊で創刊。また、航路や機内案内などを客室乗務員が描画したものを印刷した『ようこそAIR DOへ』もあった。ラポラは2003年4月に月刊化されると同時に、全日空商事が制作するようになった。2006年4月より誌名表記を『rapora』へリニューアルし、『ようこそ -』の搭載は終了。ちなみに、『rapora(ラポラ)』という誌名はアイヌ語で「はばたく」を意味する「ラポラポ、ラポラポラ」が語源。
  - その他、北海道にちなんだ雑誌（ムック本）と子供向け絵本の貸出サービスを就航当初から実施している。このサービスには「AIR DO北海道図書館」の名称がある。
- 機内エンターテインメントサービスについても当初は提供はなかったが、2003年頃より独自編成の音楽チャンネル、2023年4月にWi-Fi式によるオンデマンドコンテンツの提供を開始した。
  - TEAM NACSのメンバーで、旭川市出身の音尾琢真がパーソナリティを務める「Scene from Hokkaido～北の空より～」を配信。またかつては元HTBアナウンサーの栗葉貴代子がパーソナリティの「くりっぱpresents 癒しの空」や、子供向け音楽・イージーリスニングのチャンネルも配信されていた。ボーイング767の一部機材ではNHKラジオ第1放送も視聴可能。イヤホンは各座席ポケットには用意されておらず、希望者が搭乗時に客室乗務員から受け取り、降機時に客室乗務員に返却する。
  - 機内ビデオモニター（ANAの「スカイビジョン」に相当）が搭載されているため、搭乗降機時に北海道の風景映像、出発時に機内安全ビデオ、水平飛行中にはドリンクサービスと機内販売商品紹介の静止画スライド映像が流されている。セーフティーデモンストレーションは機内放送に割り込まれるためイヤホンに流れるが、それ以外は元々無音である。また、基本的には離着陸時の機外カメラ映像の放映はないが、ANAから移籍のB767型機において一部放映されることがある。
  - 2023年4月より、Wi-Fiを活用したオンデマンドサービス「Do Sky On-Demand」を開始。北海道放送製作のコンテンツを中心に[44]、北海道ローカルのバラエティ番組などの動画、「Scene from Hokkaido～北の空より～」や絵本朗読といったオーディオ、機内誌「rapora」などの電子書籍を配信[45]。
- ボーディング・ミュージックには、大塚賢太郎作曲の「明日という未来のために・・」が起用されている。
- 客室乗務員と地上係員の初代制服はエメラルドブルーを基調としたもので、女性の場合はスカートのほかパンツも選択可能。2009年春には黒を基調としたものに新調された。

### ANAとの業務提携
- 航空券は2003年にANAと提携する以前は手製のもので、事前座席指定はなく、搭乗手続きの際に空港カウンターで地上係員が業務用のノートパソコンで予約状況を確認し、座席番号が記載されたシールを航空券に貼付し、搭乗口で地上係員がもぎり方式であった。
- ANAとの提携に伴い、2003年2月1日出発分以降の座席管理システムはANAのCRS「able-D」上で運用されるようになり、従来ADOと直接提携していた旅行会社に加え、ANA国内線航空券の受託販売を扱う日本全国の旅行会社でADO航空券の販売が可能となった。一方、航空券もANAのものと同形状の磁気テープ式自動改札機対応券となった。また、ADOの電話予約センターについてもANA側にアウトソーシングしている。
  - これにより空港ではANAの自動改札機、自動チェックイン機、航空券自動販売機（ATV）の利用が可能となった（ADO便としての航空券は購入不可、ANAコードシェア便としての販売のみ）。なお、当初は旧式のable-Dを使用していたスターフライヤー（SFJ）と同様に、航空券表記が本来は「エア・ドゥ航空券」となるべきところ、暫くの間は「全日空航空券」と印字されていた。
  - 2008年からは、ADO便としての旅客に対してもANAのeチケット「SKiPサービス」の利用が基本となった。「eチケットお客様控え」に印字されたQRコードを、保安検査場と搭乗口それぞれのリーダーにかざす。導入当初は、ANAコードシェア便としての旅客とは異なりチケットレスでの搭乗はできず、事前に自動チェックイン機またはチェックインカウンターでeチケットお客様控えの発券を受ける必要があったが、2014年10月26日以降は、ADO便としての旅客もANA同様のチケットレス搭乗が可能となった[46]。
- ANAグループの企画旅行会社（ランドオペレーター）であるANAセールスが企画発売する北海道発着ツアーでは、旅行者が選択できる利用便にANA便の他にADO運航便（主に東京 - 旭川・函館・女満別）を「HD便名」で選択できる。これはANAのコードシェア便ではなくADOのツアー向け運賃利用のため、ANAマイレージクラブのフライトマイルを積算することはできない。また、Doマイルはツアー向け運賃（個人包括旅行者運賃・団体運賃）での積算は対象外としている。
- 連帯運送乗継サービスは当初ANAのみだったが、2007年4月1日からはADOと同じ経緯でANAの支援下入りしたソラシドエア(SNA)とも連帯運送を行っている。
- 新千歳・羽田・帯広以外の就航地空港でのグランドハンドリングは全てANA側に委託している（→#就航路線）。

#### ANAコードシェア便利用関連
- ANAコードシェア便搭乗者について、搭乗まではANAのサービスに準じる扱いとなっており、購入や座席指定はANA国内線航空券を扱う旅行会社・ANA国内線電話予約センター・ANA SKY WEBで、チェックインについてはANAのカウンターで行う。また、SKiPサービスが導入されている空港（ADO定期就航路線では全空港が該当）においては通常のANA便搭乗時と同じく、「eチケットお客様控え」に印字されたQRコードをリーダーにかざす方法のほか、ANAマイレージクラブEdyカード・ANAカードやモバイルAMCアプリがインストールされたおサイフケータイのFelicaをかざすことで、チケットレスでの搭乗が可能である。
- ANAマイレージクラブやスターアライアンスの上級会員向けに提供されるANAラウンジなどのサービスも利用可能である。
- ANAコードシェア運航の兼ね合いから2003年2月よりANAの機内誌『翼の王国』も搭載されるようになり、『ラポラ』と併せて座席ポケットに収納されていた。2006年頃より全席配備を取りやめ、乗客の必要に応じて客室乗務員へリクエストし求める形となった。

### マイレージ
就航開始当初は広告に「マイレージ、やりません。」とあったように、マイレージサービスには否定的だったが、2016年時点では以下のサービスが行われている。

#### My AIRDO
2007年12月10日から開始された会員制のインターネットサービス。2012年3月15日より、後述のDOマイルを貯めるにはMy AIRDOへの登録が必須となっている。2015年3月末時点の会員数は約47万6千人。

#### DOマイル
ADOのマイレージサービス。2012年3月15日より以下内容となっている。
- 航空券購入金額（空港施設使用料含まず）100円を1ポイントとしたポイント制。
- 特典航空券引き換えに必要なポイント数は、区間・時期によって異なる（2012年3月15日現在で1,200～2,000ポイント）。
- 同一年度内搭乗回数に応じたボーナスポイントを設定。
- ポイント有効期限は、ボーナスポイント等一部を除き最終搭乗日より2年間。即ち搭乗に応じて蓄積するポイントは2年以内に再度搭乗すれば消滅しない。

2012年3月15日以前は、航空券購入金額にかかわらず1回の搭乗につき1ポイントが付与され、My AIRDO会員は8ポイント、My AIRDO会員以外は同一人名義の搭乗券10枚を郵送することで、片道分の無料航空券（現在の特典航空券）引換証（90日間有効）と交換することが可能であった。従前のMy AIRDOポイントは1ポイント当たり、新制度の200ポイントに換算され引き継がれている。
三井住友VISAカードの提携カードであるAIRDOカードでMy AIRDOにログイン後に航空券を決済するとAIRDO VISAゴールドカードでは、航空券購入額120円につき1ポイント（+年1回のプレゼントポイントが200ポイント）、AIRDO VISAクラシックカードは航空券購入額150円につき1ポイント（+年1回のプレゼントポイントが100ポイント）獲得することができる。

## 路線

### 就航路線
2022年現在。全便がADO機材・乗務員を使用した、全日本空輸（ANA）との共同運航便。
- 札幌/新千歳 - 東京/羽田、大阪/神戸、名古屋/中部、仙台、福岡
- 東京/羽田 - 女満別、釧路、旭川、帯広、函館
- 函館 - 名古屋/中部

### 休止路線
- 札幌/新千歳 - 山形（2011年4月18日 - 5月22日、東日本大震災による仙台空港被災に伴う臨時便）
- 札幌/新千歳 - 新潟（2009年4月1日 - 2015年3月28日、翌29日からANAが運航）
- 札幌/新千歳 - 福島、富山、小松（2009年11月1日 - 2015年3月28日、翌29日からANAが運航）
- 札幌/新千歳 - 広島（2015年10月1日 - 2017年10月28日、翌29日からANAが運航）
- 札幌/新千歳 - 岡山（2013年3月31日 - 2018年3月24日、翌25日からANAが運航）

### チャーター便実績
- 国内線
  - とかち帯広 - 長崎（2012年11月）[50]
  - 釧路 - 静岡（2013年10月）[51]
  - 女満別 - 仙台（2013年11月）[51]
  - 札幌/新千歳 - 熊本（2015年9月・2024年2月）[52]
  - とかち帯広 - 広島、神戸 - とかち帯広（2021年11月）[53]
- 国際線
  - 札幌/新千歳 - 台北/桃園（2014年11月下旬）[6][7]
  - 女満別 - 高雄（2015年11月）
  - 釧路 - 高雄（2015年11月）
  - とかち帯広 - 台北/桃園（2020年2月）

## 運賃体系
普通運賃は、ANAやJALと比較して羽田 - 北海道路線で5,000 - 7,000円程度、新千歳 - 東北・北陸路線では1,000円程度安く設定されていることが多い。

### 全路線設定運賃

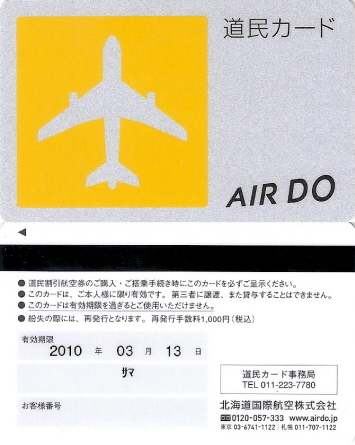
道民カード（旧タイプ）

普通運賃
往復、小児、片道運賃がある。
AIRDOスペシャル75・60・45・28・21
それぞれ75・60・45・28・21日前までに予約・購入が必要な事前購入割引運賃。従来の事前購入割引と異なり、空席予測数に連動して運賃レベルを1 - 5段階（レベルA～E）に分け、レベルEの方がより安価な運賃で利用できる（ただし、キャンセル料等の制限はレベルEの方が大きい）。販売席数は需要予測に応じて個別設定され、空席予測数が多い便ほどレベルEの席が多く提供されるが、予約受付開始後に席数が変動することはない。なお、2010年10月1日搭乗分より往復割引（往復の区間・レベルが異なる場合も可）も設定された。
DOバリュー3、DOバリュー1
それぞれ3日前、1日前までに予約・購入が必要な事前購入割引運賃。従来の事前購入割引と異なり、空席予測数に連動して運賃レベルを1 - 3段階（レベルA・B・C）に分け、レベルB, Cの方がより安価な運賃で利用できる（ただし、キャンセル料等の制限はレベルB, Cの方が大きい）。販売席数は需要予測に応じて個別設定され、空席予測数が多い便ほどレベルB, Cの席が多く提供されるが、予約受付開始後に席数が変動することはない。
道民割引
(1) 北海道に在住、(2) 北海道に本籍を有する、(3) 勤務先の本社所在地が北海道のいずれかを満たせば利用できる。予約・購入時および搭乗手続きの際、「道民カード」またはMy AIRDO道民会員番号の提示が必要だが、配偶者およびの二親等以内の親族は、道民カード所持者と同一便の場合に限り提示なしで利用できる。当日予約やお盆等の繁忙期の利用も可能なことから、対象者にとっては普通運賃とほぼ同等の使い勝手で利用できる。代理店・Webサイトなどで道民割引で予約をし、フライト当日の搭乗手続きまでに道民カードまたはMy AIRDO道民会員を申し込むことでも利用でき、予約購入時に一定条件を満たせばANAの自動チェックイン機も使用可能である。
道民カード発行等の詳細は AIR DO のウェブサイト 等を参照。
北海道発往復運賃
往路が北海道内発、復路が北海道内着のケースの場合に適用される往復割引運賃。往路と復路で区間が異なる場合でも利用可能であり、道民割引対象外の者も利用可能である。
身体障害者割引運賃
身体障がい者（第1種・第2種）と、戦傷病者手帳に「航空割引」の証明印が押印されている者、精神障がい者保健福祉手帳・療育手帳を所持する者が対象。第1種身体障がい者に同伴する介護人（同一便の場合）も利用可能。予約の際にその旨を申し出、購入時および搭乗手続きの際、前述の手帳の提示が必要。ANAの自動チェックイン機は使用できない。
- 2019年４月より、精神障がい者への割引が開始。また2019年４月以降は、療育手帳に「航空割引」印がなくても割引を受けられるようになった。
- 精神障がい者保健福祉手帳と療育手帳に写真が貼り付けされていない手帳では、割引は受けられない。
- 搭乗日当日に身体障がい者手帳の更新日（再認定日）と精神障がい者保健福祉手帳の有効期限が切れている場合には、割引は無効となる（搭乗券購入日ではない）。

DOシニア60
搭乗予定日に満60歳以上の乗客が対象。購入時に、満年齢が60歳以上であることを証明できる公的証明書か、他航空会社発行のシルバーカードの提示が必要。2007年4月1日より対象年齢を65歳以上から60歳以上に引き下げ、名称を「DOシルバー」から変更した。
当日シニア65
搭乗日に満65歳以上の乗客が対象。事前予約不可、当日空席がある場合のみ使用可能。DOシニア60と同様、満年齢が65歳以上であることを証明できる公的証明書か、他航空会社発行のシルバーカードの提示が必要。
AIRDOスカイメイト
事前予約不可、当日空席がある場合のみ利用可能なスカイメイト運賃。「満12歳以上26歳未満」という点が、22歳未満までの他社と異なる。また、ADOでは他社のようなスカイメイトカードは発行しておらず、生年月日が明記された公的証明書（運転免許証や学生証など）、他社発行のスカイメイトカードを提示することで利用可能である。

### 廃止された運賃
DOバリュー7、1
それぞれ7、1日前までに予約・購入が必要な特定便割引運賃で多客期にも設定されるものもある。過去には10日前、21日前まで予約・購入が必要な特定便割引運賃も設定されていた。2010年4月より、羽田路線の事前購入割引運賃は上記DOバリュー3に変更された。
DO学割
学生向け割引。スカイメイトと異なり事前予約は可能だが、設定のない期間がある。スカイメイトよりは高い。学校教育法（昭和22年法律第26号）第一条の規定による幼稚園を除く小学校、中学校、高等学校、大学と、専修学校、各種学校等の学生および生徒、または国際学生証を持つ者が対象。購入時および搭乗手続きの際に学生証（生徒手帳含む）または国際学生証の提示、または在学証明書の提出が必要。ANAの自動チェックイン機は使用できない。2012年3月31日発券分を以って取扱終了。

## 事故、トラブル等
1998年12月の就航以来、国土交通省運輸安全委員会（旧・航空・鉄道事故調査委員会）から重大インシデント以上に指定された事故・トラブルは一件も起こしていない。これを実現しているのは、同時期に就航開始した航空会社の中ではエアドゥだけである。そのほか、2006年8月には指定本邦航空運送事業者の指定を受け、2007年3月には航空法20条に基づく航空機整備に関する事業場の認定を受ける 等、安全に対して積極的に取り組む姿勢も窺える。なお、いずれの認定も新規航空会社の中で初めてである。また、新卒採用や副操縦士採用（大手会社の事業用操縦士・自家用操縦士募集コースに相当）を行い、将来の経営中枢を担う人材の育成にも積極的に取り組んでいる。
- 2007年4月：1998年の就航より長らく予備機材がなく、定期点検時に機材変更や運休が生じていたが、このとき定期整備を委託していた中華人民共和国の済南市の整備工場で重整備を行っていた機材が工程上のトラブルにより遅延し、ゴールデンウィーク中の機材繰りがつかず多数の欠航便が発生[55]。これにより、欠航便の他社便への振り替え等で数千万円の損害が生じ、機材に余裕のない新規航空会社の苦難が散見された。しかしながら、2008年1月31日より予備機材を導入しこれを解消させ[56]、以後は機材整備に伴う長期運休は発生していない。
- 2013年4月5日8時50分頃：羽田発釧路行ADO97便ボーイング737-500が襟裳岬南東約60kmの太平洋上約1万mを飛行中、エンジン2基中の左エンジン1基に燃料漏れの可能性を示す警告が表示されたために停止、9時20分頃に釧路空港に緊急着陸した[57]。着陸後のチェックで電気配線の不具合であることが確認されている[58]。
- 2014年
  - 9月26日：ボーイング767-300型機1機とボーイング737-700型機2機で、定められた期限内に主翼整備を実施せず、担当者が整備管理システムにデータ入力する際、期限内に実施したかのように入力するなど整備関連で4件の問題が見つかり、同日付で国土交通省航空局より厳重注意処分を受けた[59][60]。これを受けAIRDOは再発防止策を策定し、同年10月10日、国土交通省航空局に防止策が提出された[61]。
  - 12月19日、同年9月11日に羽田発新千歳空港行きADO11便で機長昇格訓練中の副操縦士が新千歳空港着陸の際に不適切な操縦を行ったにもかかわらず機長に昇格させたとして国土交通省から事業改善命令を受ける[62]。
- 2016年
  - 7月29日：全日本空輸（ANA）より導入したJA602Aボーイング767-300型機のラッピング機材｢ベア・ドゥ北海道JET｣で運航のADO15便（ANA4715便）が羽田空港を離陸するため、タキシングを行っている際に燃料計器にトラブルが発生、離陸せずに引き返し及び機材変更（JA601Aへ）となった[63]。
  - 8月5日：同日正午過ぎ、新千歳空港にて保安検査すり抜け事案が発生。当時国内線ターミナル保安制限エリア内にいた旅客約1,000名の再検査が必要となり、同空港で欠航や大幅な遅延が発生。
    - このトラブルの起因となった人物は女性で、保安検査場で搭乗券の端末確認でエラーが出た。当該人物に搭乗券確認の必要性を問われ、保安係員が対応協議のため持ち場を離れた隙に、無断で金属探知機を通らずに脇をすり抜けた。この人物は、札幌午後0時20分発羽田行きADO20便の航空券を購入していたが、保安検査場の警備会社からは、同便の出発までにADOへ連絡はなく、この人物は搭乗口の係員に「搭乗券をなくした」と話していた。ADOのマニュアルでは、搭乗直前にチケットの紛失が発覚した場合、本人確認だけすればよい規定であり[64]、購入履歴や本人確認が取れたため、同便への搭乗を許可し、午後0時28分に札幌を出発。羽田には定刻より3分早い午後1時57分に到着した。ADOによると、この段階でも警備会社から同社に連絡はなく、この女性は拘束されることは無く、事情も問われなかった。ADOはその後、搭乗券の購入記録などから女性を特定したが、同社では8月6日時点で警察が事件性はないとしているため、この女性の今後の利用を拒否する決定には至っていないという。女性の氏名については個人情報として公表していない[65][66]。その後、女性は電話での聞き取りに対し「出発時間が迫っていて焦ってしまった。どう保安制限エリア内に入ったかは覚えていない」などと話しているという[67]。
- 2017年
  - 10月31日：乗員繰りの都合により2017年11月の期間中、新千歳－羽田、仙台線で17往復計34便で運休すると発表[68]。同社によると、8月と10月に737の機長が自己都合で合わせて2人退職したこと、4機ある767のうち1機が重整備のため11月に運航から離脱することで、737の稼働が高まることが要因である。737の機長は現在37人だが、本来は40人程度必要であり、10月28日の札幌－広島線からの撤退も乗員繰りが理由の一つであるという[69]。
  - 11月16日：2018年2月の新千歳－羽田において、13往復計26便を乗員繰りの都合により運休すると発表[70]。同社によると、運休理由は11月と同じ機長不足で、4機ある767のうち1機が重整備のため2月も運航から離脱することで、737の稼働が高まることが要因。11月と2月の運休便を除き、3月24日までの冬ダイヤ期間は、年末年始を含めて計画通りの運航を予定している。一方、3月25日からの夏ダイヤへの影響については、1月の運航スケジュール発表までに対応を決めるとしており、現時点では運休や減便などの影響が生じるかは未定だという[71]。
- 2018年
  - 5月21日の羽田－新千歳便で、羽田空港の滑走路へ移動中証明書を忘れていることを別の社員が発見。駐機場に引き返した後、機長を交代して出発し約1時間半遅れで到着した。航空法で携帯が義務づけられている技能証明書と航空身体検査証明書を羽田空港内の事務所に置き忘れたまま、羽田 - 新千歳間の往復2便を飛行していた[72]。